# Elatostema malacotrichum
Elatostema malacotrichum es una especie de planta del género Elatostema, perteneciente a la familia Urticaceae.

## Taxonomía
Elatostema malacotrichum fue descrita por Wen Tsai Wang y Y. G. Wei en 2009.

## Distribución
Se encuentra en el territorio sudeste de China y Vietnam.